# Kamp Pertamina
Kamp Pertamina is een bestuurslaag in het regentschap Aceh Tamiang van de provincie Atjeh, Indonesië. Kamp Pertamina telt 1960 inwoners (volkstelling 2010).